# Prądnica prądu stałego
Prądnica prądu stałego – prądnica przetwarzająca energię mechaniczną ruchu obrotowego na energię elektryczną prądu stałego. Składa się z części nieruchomej zwanej stojanem i z części ruchomej, zwanej wirnikiem. Wirnik służy do wytwarzania prądu elektrycznego. Wiruje on w polu magnetycznym wytwarzanym przez magnes stały lub uzwojenie stojana zasilane zewnętrznym źródłem prądu stałego (elektromagnes). Prąd elektryczny jest odbierany z komutatora znajdującego się na osi wirnika przy pomocy szczotek grafitowych, umieszczonych na stojanie. 
Prądnice prądu stałego były niegdyś stosowane w pojazdach do zasilania urządzeń elektrycznych pojazdu oraz ładowania akumulatora rozruchowego, zostały jednak stopniowo wyparte przez alternatory, charakteryzujące się większą wydajnością i niezawodnością oraz mniejszymi gabarytami.